# Логвиновка (Харьковская область)
Логвиновка (укр. Логвинівка) — село,
Шляховский сельский совет,
Коломакский район,
Харьковская область, Украина.
Код КОАТУУ — 6323281208. Население по переписи 2001 года составляет 32 (12/20 м/ж) человека.

## Географическое положение
Село Логвиновка находится на расстоянии в 2 км от реки Шляховая (левый берег), примыкает к селу Дмитровка, на расстоянии в 1 км расположено село Сургаевка.

## История
- 1775 — дата основания.

## Экономика
- Птице-товарная ферма.